# Robin Gosens
Robin Everardus Gosens (Emmerich no Reno, 5 de julho de 1994), mais conhecido como Robin Gosens, é um futebolista alemão que atua como meia-esquerda. Atualmente, joga na Fiorentina.

## Carreira

### Começo
Nascido em Emmerich am Rhein, Gosens jogou em clubes locais antes de ingressar nas categorias de base do Vitesse em 4 de julho de 2012. Em 13 de agosto de 2013, ele assinou seu primeiro contrato profissional com o clube. Antes disso, ele falhou em um treino experimental com o Borussia Dortmund. O próprio Gosens descreveu isso como um fiasco.

### Dordrecht
Em 14 de janeiro de 2014, foi emprestado ao FC Dordrecht até o final da temporada. Ele fez sua estreia profissional três dias depois, sendo titular em um empate em casa por 1-1 contra o SBV Excelsior.
Marcou seu primeiro gol profissional em 7 de fevereiro, marcando o segundo gol na vitória em casa por 6-1 sobre o FC Emmen. Ele jogou em 20 partidas durante a campanha (inclusive nos play-offs), já que sua equipe terminou em segundo lugar e voltou à Eredivisie após uma ausência de 19 anos.
Em 29 de maio de 2014, o empréstimo de foi renovado por mais um ano e ele fez sua estreia na Eredivisie em 9 de agosto, jogando os 90 minutos completos em uma vitória por 2-1 contra o SC Heerenveen. Ele marcou seu primeiro gol na competição em 20 de setembro, marcando em um empate em 1-1 contra o Excelsior.

### Heracles Almelo
Em 4 de junho de 2015, se transferiu gratuitamente para o Heracles Almelo. Ele passou 2 temporadas no clube, jogando 70 jogos e fazendo 5 gols.

### Atalanta
Em 2 de junho de 2017, se transferiu para a Atalanta. Em 18 de setembro de 2019, ele fez sua estreia na Liga dos Campeões contra o Dinamo Zagreb.
Ele se estabeleceu como um dos melhores laterais da Série A, destacando-se tanto ofensivamente quanto defensivamente. Durante a temporada de 2019-20, ele foi um dos maiores artilheiros da temporada da Atalanta, marcando 9 gols, um número sem precedentes para um defensor.

### Internazionale
Em 27 de janeiro de 2022, assinou um contrato de empréstimo com a Internazionale até junho de 2023 com opção de compra.

### Union Berlin
Em 15 de agosto de 2023, assinou contrato com o Union Berlin.

## Seleção Alemã
Nasceu na Alemanha, filho de mãe alemã e pai neerlandês, e possui passaportes neerlandês e alemão.
Em 25 de agosto de 2020, foi convocado pela primeira vez para representar a seleção alemã.

## Títulos
Internazionale
- Copa da Itália: 2021–22, 2022–23
- Supercopa da Itália: 2022

## Estatísticas da carreira

### Clube
- Atualizado até 18 de maio de 2021[14]

| Clube                  | Temporada | Liga           | Liga  | Liga | Copa  | Copa | Europa | Europa | Outros | Outros | Total | Total |
| Clube                  | Temporada | Divisão        | Jogos | Gols | Jogos | Gols | Jogos  | Gols   | Jogos  | Gols   | Jogos | Gols  |
| ---------------------- | --------- | -------------- | ----- | ---- | ----- | ---- | ------ | ------ | ------ | ------ | ----- | ----- |
| Dordrecht (empréstimo) | 2013–14   | Eerste Divisie | 16    | 1    | 0     | 0    | -      | -      | 4      | 0      | 20    | 1     |
| Dordrecht (empréstimo) | 2014-15   | Eredivisie     | 31    | 2    | 2     | 0    | -      | -      | -      | -      | 33    | 2     |
| Dordrecht (empréstimo) | Total     | Total          | 47    | 3    | 2     | 0    | -      | -      | 4      | 0      | 53    | 3     |
| Heracles Almelo        | 2015–16   | Eredivisie     | 32    | 2    | 3     | 1    | -      | -      | 3      | 0      | 38    | 3     |
| Heracles Almelo        | 2016–17   | Eredivisie     | 28    | 2    | 2     | 0    | 2      | 0      | -      | -      | 32    | 2     |
| Heracles Almelo        | Total     | Total          | 60    | 4    | 5     | 1    | 2      | 0      | 3      | 0      | 70    | 5     |
| Atalanta               | 2017–18   | Série A        | 21    | 1    | 2     | 0    | 3      | 1      | -      | -      | 26    | 2     |
| Atalanta               | 2018–19   | Série A        | 28    | 3    | 3     | 0    | 5      | 0      | -      | -      | 36    | 3     |
| Atalanta               | 2019-20   | Série A        | 34    | 9    | 1     | 0    | 8      | 1      | -      | -      | 43    | 10    |
| Atalanta               | 2020–21   | Série A        | 31    | 11   | 4     | 0    | 7      | 1      | –      | –      | 42    | 12    |
| Atalanta               | Total     | Total          | 114   | 24   | 10    | 0    | 23     | 3      | -      | -      | 147   | 27    |
| Total                  | Total     | Total          | 221   | 31   | 17    | 1    | 25     | 3      | 7      | 0      | 270   | 35    |

### Internacional
- Atualizado até 18 de maio de 2021[15]

| Alemanha | Alemanha | Alemanha |
| Ano      | Jogos    | Gols     |
| -------- | -------- | -------- |
| 2020     | 4        | 0        |
| 2021     | 1        | 0        |
| Total    | 5        | 0        |